# Горки Сухаревские
Горки Сухаревские — деревня в Дмитровском районе Московской области, в составе ныне упразднённого городского поселения Некрасовский. До 1954 года — центр Горки-Сухаревского сельсовета. До 2006 года Горки Сухаревские входили в состав рабочего посёлка Некрасовский. 
После мая 2018 года - в составе Дмитровского городского округа

## Расположение
Деревня расположена в южной части района, примерно в 25 км южнее Дмитрова, на запруженной малой речке Саморядовка (левый приток реки Учи), высота центра над уровнем моря 199 м. Ближайшие населённые пункты — примыкающий на востоке пгт Некрасовский и Саморядово в 1 км на запад.

## Население
| 2002 | 2006 | 2010 |
| ---- | ---- | ---- |
| 109  | ↘94  | ↗118 |